# Hard to Kill (2024)
 (novembre 2024).
Si vous disposez d'ouvrages ou d'articles de référence ou si vous connaissez des sites web de qualité traitant du thème abordé ici, merci de compléter l'article en donnant les références utiles à sa vérifiabilité et en les liant à la section « Notes et références ».
Pour les articles homonymes, voir Hard To Kill.
Hard to Kill (2024) est un Pay-per-view de catch (lutte professionnelle) produit par la promotion américaine Total Nonstop Action Wrestling. L'événement a eu lieu le 13 janvier 2024 au Palms Casino Resort à Paradise (Nevada). Il s'agit de la 15e édition de Hard to Kill.

## Contexte
Les spectacles de la Total Nonstop Action Wrestling sont constitués de matchs aux résultats prédéterminés par les scénaristes de la compagnie. Ces rencontres sont justifiées par des storylines – une rivalité entre catcheurs, la plupart du temps – ou par des qualifications survenues dans les shows. Tous les catcheurs possèdent un gimmick, c'est-à-dire qu'ils incarnent un personnage gentil (Face) ou méchant (Heel), qui évolue au fil des rencontres. Un événement comme Hard to Kill est donc un événement tournant pour les différentes storylines en cours.

## Tableau des matchs
| Ordre par numéros | Résultat | Stipulation(s)                                                                                           | Temps |
| --- | --- | --- | ----- |
| 1P | Steve Maclin bat Rich Swann | Match simple                                                                                             | 10:22 |
| 2P | The System (Brian Myers et Eddie Edwards) (avec Alisha Edwards) bat Eric Young et Frankie Kazarian                                                                                        | Tag Team match                                                                                           | 8:06  |
| 3P | Crazzy Steve bat Tommy Dreamer (c) | No Disqualification match pour le TNA Digital Media Championship                                         | 11:09 |
| 4 | Gisele Shaw bat Alisha Edwards, Dani Luna, Jody Threat, Tasha Steelz et Xia Brookside | Knockouts Ultimate X match La gagnante deviendra aspirante n°1 au TNA Knockouts World Championship.      | 12:00 |
| 5 | PCO bat Dirty Dango (avec Alpha Bravo et Oleg Prudius) par disqualification | Match simple                                                                                             | 1:15  |
| 6 | PCO, Rhyno et Jake Something battent Dirty Dango, Alpha Bravo et Oleg Prudius | 6-Man Tag Team match                                                                                     | 7:20  |
| 7 | DECAY (Havok et Rosemary) bat MK Ultra (Killer Kelly et Masha Slamovich) (c) | Tag Team match pour les TNA Knockouts World Tag Team Championship                                        | 6:15  |
| 8 | Chris Sabin (c) bat El Hijo Del Vikingo et Kushida | 3-Way match pour le TNA X Division Championship                                                          | 12:00 |
| 9 | Josh Alexander bat Alex Hammerstone | Match simple                                                                                             | 15:00 |
| 10 | ABC (Ace Austin et Chris Bey) (c) battent The Rascalz (Trey Miguel et Zachary Wentz), Speedball Mountain (Mike Bailey et Trent Seven) et Grizzled Young Vets (James Drake et Zack Gibson) | Fatal 4-Way Tag Team match pour les TNA World Tag Team Championship                                      | 14:15 |
| 11 | Jordynne Grace bat Trinity (c) | Match simple pour le TNA Knockouts World Championship Jordynne Grace utilise son contrat Call Your Shot. | 14:30 |
| 12 | Moose bat Alex Shelley (c) | Match simple pour le TNA World Championship                                                              | 21:45 |
| La lettre C placée entre parenthèses désigne la personne ou l’équipe championne en titre. P – indique que le match a eu lieu lors du pré-show | | |       |